# ポーリーヌ・ガルシア＝ヴィアルド

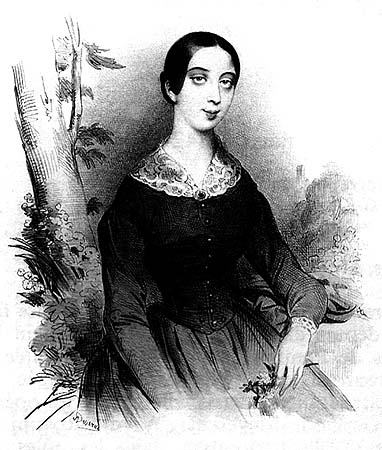

ポリーヌ・ガルシア＝ヴィアルドまたはポーリーヌ・ヴィアルド（Pauline García-Viardot / Pauline Viardot, 1821年7月18日 – 1910年5月18日）は、19世紀フランスの声楽家・作曲家。

## 生涯
スペイン人の著名なオペラ歌手の家庭に生まれ、若い頃は、美貌の姉マリア・マリブランの陰に隠れがちであったが、父マヌエル・デル・ポポロ・ビセンテ・ガルシアに可愛がられてピアノと声楽の手ほどきを受ける。父親が1832年に他界すると、母親が後をついで音楽の指導を続けた。1836年に姉マリアが亡くなると、一流とはいえない不完全な声質と標準以下の容貌にもかかわらず、職業歌手としての活動に取り掛かった。
1837年に16歳で、ブリュッセルで最初の演奏会を行い、1839年にはロンドンで、ロッシーニの歌劇《オテロ》でデズデモナ役によりオペラ界デビューを果たす。結果的にこの公演は驚異的な成功であった。欠点はあるにせよ、驚くほどの情熱が、極上の技巧と結びついていたからである。

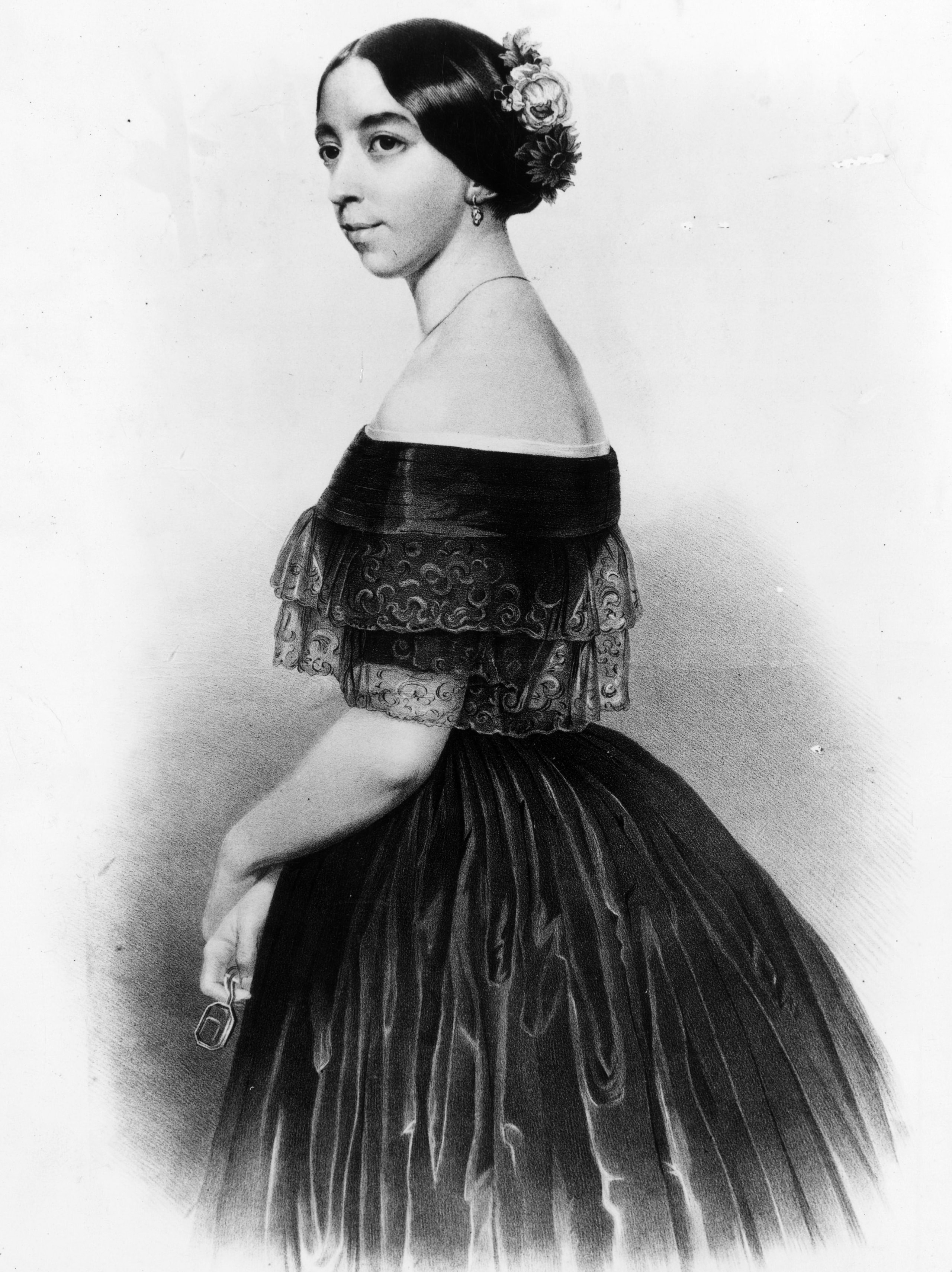

1840年に、作家でパリ・イタリア劇場の監督ルイ・ヴィアルドと結婚。夫のマネジメントに支えられて音楽活動を続けることになる。21歳年上の相手に嫁いだものの、結婚生活によって彼女にのぼせ上がった男性の影が消えることはなかった。中でもロシアの作家、イワン・ツルゲーネフは、1843年に《セビリアの理髪師》のロシア公演でポーリーヌ・ヴィアルドの出演に接してから、彼女に恋焦がれた貴族の一人であった。1845年には彼女を追ってロシアを去り、とうとう執事さながらヴィアルド家に上がり込み、ヴィアルド夫妻の4人の子供をわが子同然に可愛がりつつ、亡くなるまでポーリーヌの崇拝者であり続けた。彼女はその見返りに、ツルゲーネフの作品を批評し、自分のコネや手練手管を用いてツルゲーネフが日の目を見ることができるようにした。ツルゲーネフ以外のポーリーヌの崇拝者に、ベルリオーズやグノーが知られている。
恵まれた広い声域と、劇的な役柄をこなせる演技力によって、マイアベーアやベルリオーズ、ショパン、サン＝サーンスらに霊感を与えた。マイアベーアの歌劇《預言者》のフィデス役は、ポーリーヌ・ヴィアルドのために創られている。ブラームスの《アルト・ラプソディ》の世界初演でコントラルトとして歌ったのも彼女であった。
作曲家を自認することはなかったが、それでもかなりの数の作品を遺しており、後にオペラ界から引退してからは、歌劇《最後の魔法使い Le dernier sorcier 》を作曲している。ポーリーヌ・ヴィアルドは語学力にも恵まれ、スペイン語やイタリア語、フランス語のほかに、英語やドイツ語、ロシア語も流暢に操り、さまざまな言語で声楽曲を創作した。ショパンのマズルカを歌曲に編曲したものや、グルックのアリアをピアノ伴奏用に書き換えたものも遺している。
ポーリーヌ・ガルシア＝ヴィアルドは、音楽活動を通じてヨーロッパ各地の演奏会場を訪れ、1843年から1846年まで絶え間なくペテルブルク歌劇場に客演している。彼女の人気は、ジョルジュ・サンドをして小説『コンスエロ』（1843年）のヒロインを着想せしめたほどであった。
ガルシア＝ヴィアルドの論評として著名なものは、イギリスのソプラノ歌手アデレード・ケンブルによって残されている。二人はロンドンでイタリアの偉大なソプラノ歌手ジュディッタ・パスタの演奏会に出席したが、その声は明らかに盛時を過ぎていた。その声をケンブルにどう思うかと訊ねられて、ポーリーヌ・ヴィアルドはこう答えたという。「ええ、昔の面影はないわね。でも、レオナルドの“最後の晩餐”だって同じよ。」
1863年に舞台から引退。夫ルイがナポレオン3世に反対する立場を公にしたため、ヴィアルド家はフランスを捨て、ドイツのバーデン＝バーデンに亡命した。ナポレオン3世が失脚するとフランスに戻り、ルイ・ヴィアルドに1883年に先立たれるまでの間、パリ音楽院で教鞭を執りつつ、サン＝ジェルマン大通りの自宅で音楽サロンを主宰した。

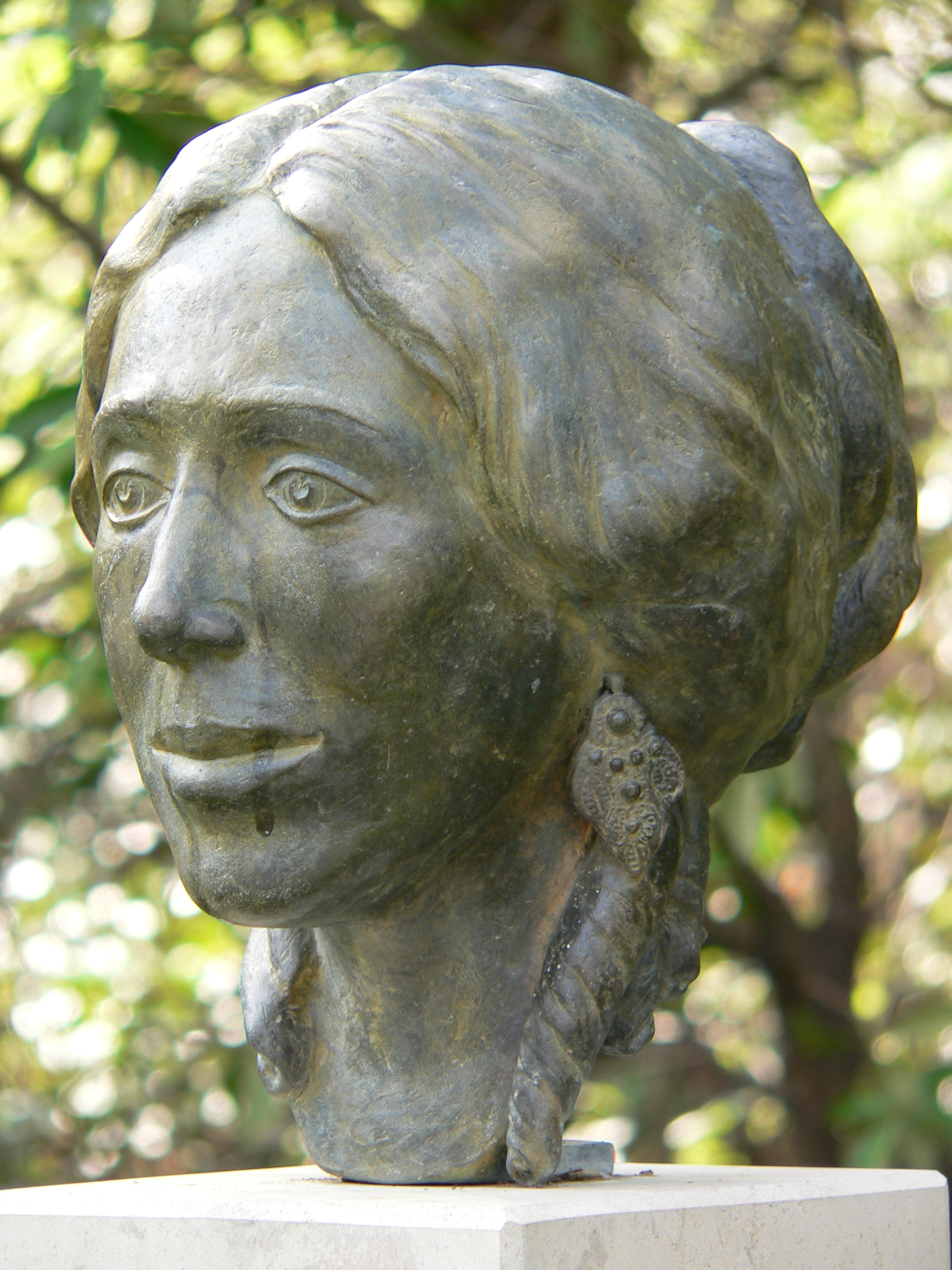
バーデン＝バーデンの湯治場にあるポーリーヌ・ヴィアルドの胸像

1910年に愛する家族に看守られつつ息を引き取り、モンマルトル墓地に埋葬された。
パリ近郊ブージヴァルのヴィアルド邸（Villa Viardot）は、ツルゲーネフからヴィアルド家への（1874年の）贈り物であり、多くの音楽家や画家、詩人が訪れた。2001年より、ジョルジュ・ビゼー協会や「文化遺産と都市計画 Patrimoine et Urbanisme」の働きかけにより、修復作業に入っている。ポルトガルのバリトン歌手ジョルジュ・シャミネは、しばしばマスタークラスをヴィアルド邸で主宰している。

## 外見

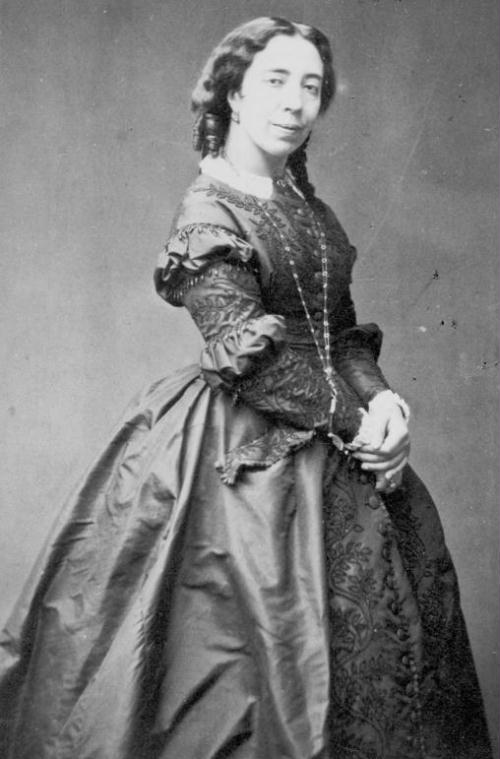

ポーリーヌの人気は、芸術家や人間としての魅力で勝ち取ったものであり、見た目の美しさによるものではなかった。半分閉じたような目、厚い下唇をした大きな口、その陰でへこんだ顎といった不器量さは広く知られ、「びっくりするほど醜い」とか「身の毛が弥立つほど不細工」などと言われていた。
それでもなお、ポーリーヌのその他の能力が、彼女のこうした短所を埋め合わせていた。「聴衆が彼女の顔立ちを忘れてしまう」ほどの歌唱力は、評論家が「ビロードの上を転がる琥珀」になぞらえるほど魅力的な声質に彩られていた。服飾センスの良さや丁々発矢の会話、そして芸術家としての力量が、その他の名だたる女性歌手たちとの差であった。
ポーリーヌを描いた肖像画では、不恰好な顔の造作が修正され、美人画のように描かれている。ツルゲーネフは、自ら『春の水 Вешние воды』において、金髪で灰色の瞳をした肉感的な美女として彼女を美化しているが、亡くなる前に自宅に飾った彼女の写真を見ながら、「何と摩訶不思議な顔立ちよ！」と叫んでいたという。